# اصلاحات قضایی ۲۰۲۳ اسرائیل

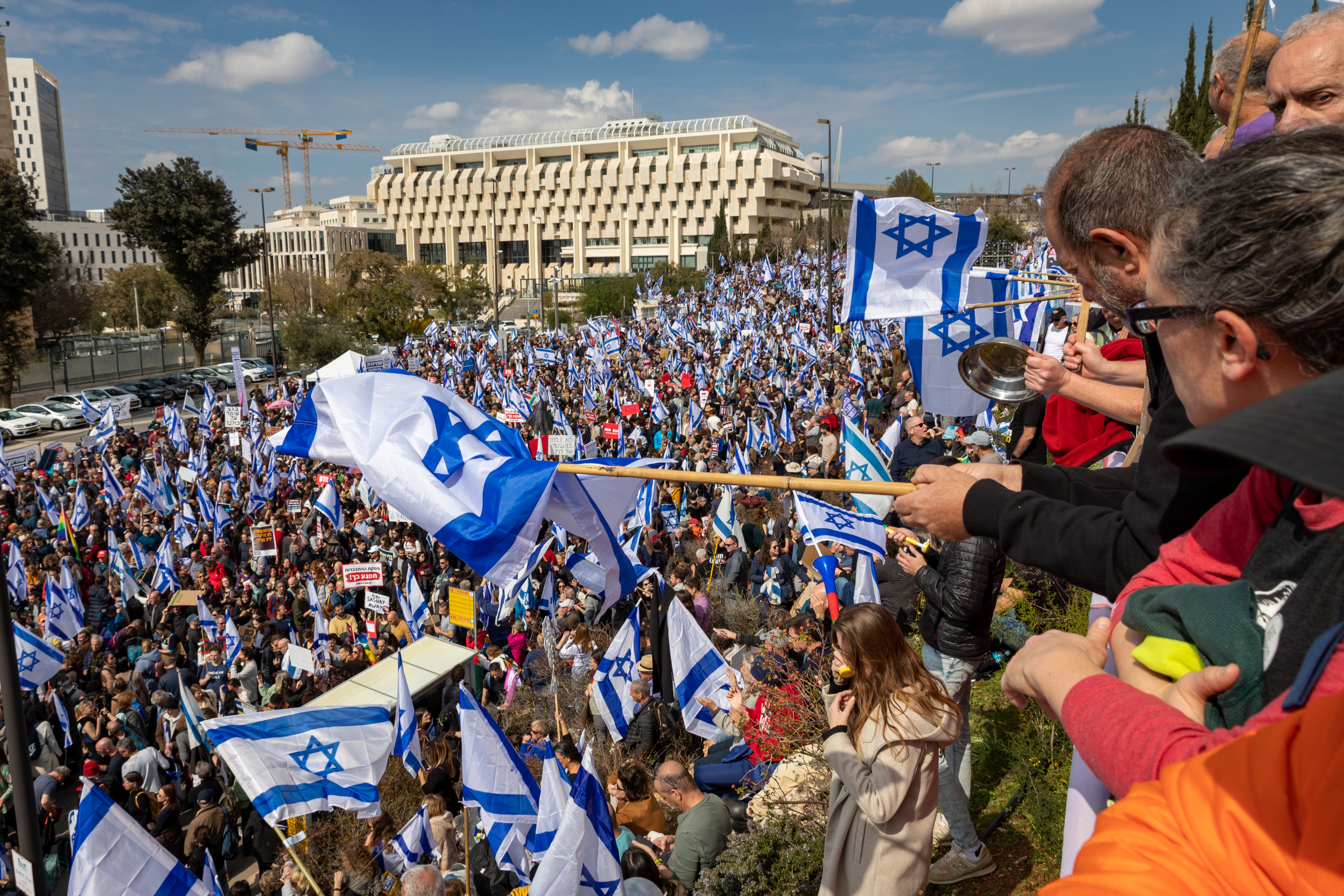
تظاهرکنندگان علیه اصلاحات قضایی در اورشلیم، ۱۳ فوریه ۲۰۲۳

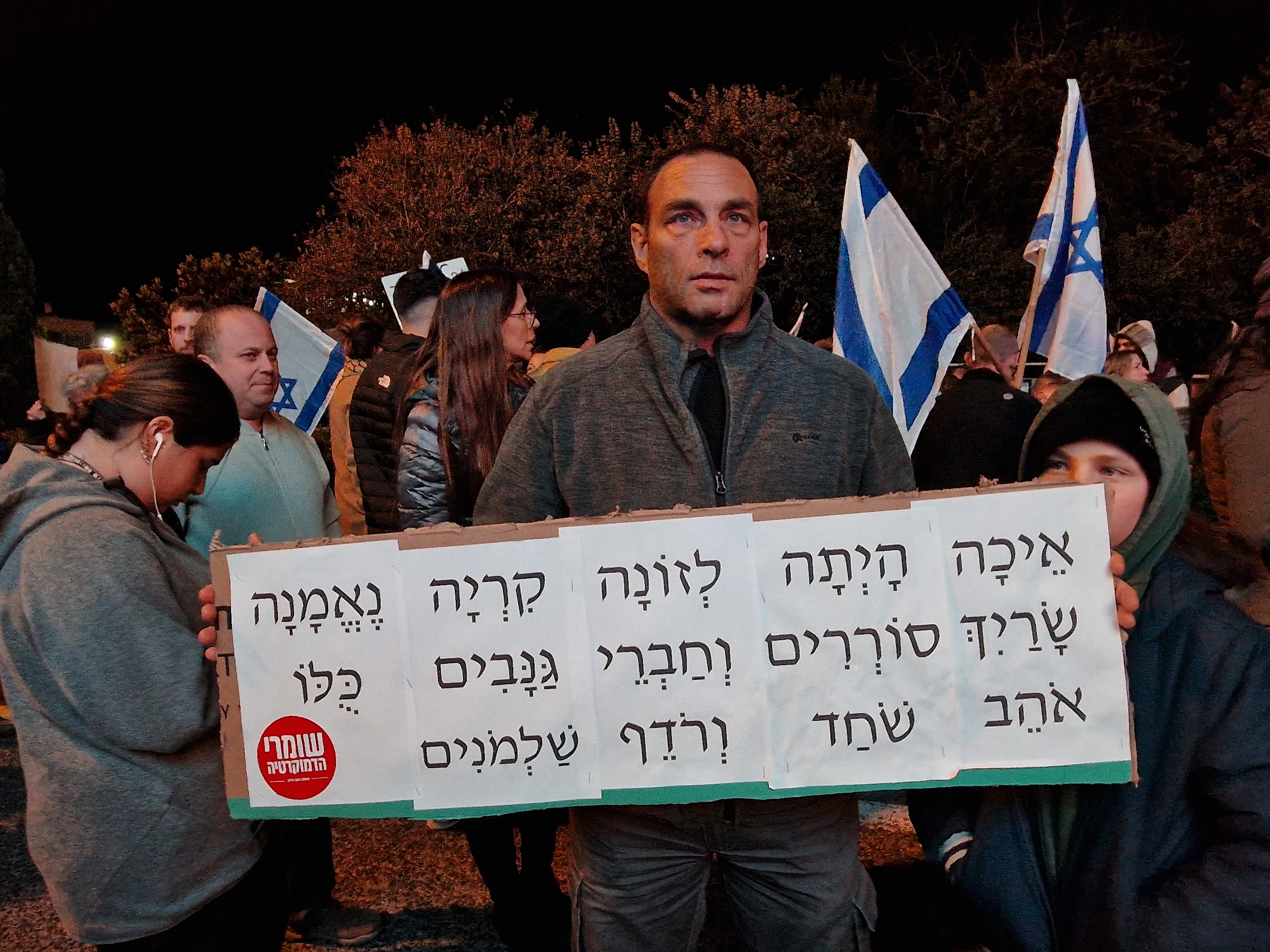
تظاهرکنندگان علیه اصلاحات قضایی در حیفا، ۱۱ ژانویه ۲۰۲۳. روی تابلوی معترض نقل قولی از کتاب مقدس عبری نوشته شده‌است: «شهر امین چگونه زانیه شده‌است! سروران تو متمرّد شده و رفیق دزدان گردیده، هریک از ایشان رشوه را دوست می‌دارند و در پی هدایا می‌روند.

اصلاحات قضایی سال ۲۰۲۳ اسرائیل مجموعه ای از تغییرات پیشنهادی در نظام قضایی و توازن قوا در اسرائیل است که توسط دولت کنونی اسرائیل ارائه شده و توسط یاریو لوین قائم‌مقام نخست‌وزیر و وزیر دادگستری و سیمچا روتمن رئیس کمیته قانون اساسی، قانون و عدالت کنست رهبری می‌شود. این قانون در پی محدود کردن نفوذ قوه قضاییه بر قانون‌گذاری و سیاست عمومی از طریق محدود کردن اختیارات دیوان عالی برای اعمال بررسی قضایی، اعطای کنترل به دولت برای انتصابات قضایی و محدود کردن اختیارات مشاوران حقوقی دولت است. در صورت تصویب، این اصلاحات به کنست پارلمان اسرائیل این اختیار را می‌دهد که احکام دیوان عالی را با اکثریت ساده لغو کند، توانایی دیوان برای بررسی قضایی قوانین و اقدامات اداری را کاهش دهد، و دیوان را از صدور حکم در مورد منطبق با قانون اساسی بودن قوانین ابتدایی منع کند. و ترکیب کمیته گزینش قضات را به گونه ای تغییر دهد که اکثریت اعضای آن توسط دولت منصوب شوند.
لوین و ائتلاف دولت حاکم اعلام کرده‌اند که موارد فوق اولین گام در اصلاحات قضایی آنها است و اقدامات تکمیلی در نظر گرفته شده‌است، از جمله: تغییر روند انتصاب مشاوران حقوقی در وزارتخانه‌های دولتی به گونه ای که آنها توسط وزرا منصوب و برکنار شوند؛ توصیه‌های حقوقی خود به جای الزام‌آور بودن برای وزرا، به صورت توصیه ارائه کنند و آنها را مستقیماً به جای نظارت حرفه ای وزارت دادگستری تابع وزرا می‌کند. این اصلاحات دارد توسط نخست‌وزیر بنیامین نتانیاهو که رسماً به نقض اعتماد، دریافت رشوه و کلاهبرداری متهم شده‌است، پی گرفته می‌شود. نتانیاهو معتقد است که لازم است بین قانونگذاران منتخب دموکراتیک و قوه قضاییه فعالی که اعضای خود را انتخاب می‌کند و نفوذ نامناسبی بر سیاست‌های عمومی دارد، تعادل ایجاد شود.
اصلاحات پیشنهادی واکنش شدید در داخل و خارج اسرائیل برانگیخته است. رهبران و فعالان اپوزیسیون دولت را به تضعیف هنجارهای تثبیت شده کنترل و تعادل و تلاش برای به دست گرفتن قدرت مطلق متهم کردند و برخی معتقدند این اصلاحات به منزله تلاش برای تغییر رژیم است. رئیس‌جمهور اسرائیل، اسحاق هرتزوگ، خواستار توقف اصلاحات شده‌است تا امکان یک روند مشورتی گسترده‌تر فراهم شود، و رئیس دادگاه عالی اسرائیل و دادستان کل اسرائیل بر غیرقانونی بودن اصلاحات گواهی داده‌اند.
اعتراضات علیه این اصلاحات در اسراییل اندکی پس از طرح شدن آن و همچنین نگرانی قابل توجهی در میان برخی از جامعه بین‌المللی به وقوع پیوست. در ۱۲ فوریه ۲۰۲۳، هرتزوگ از دولت خواست جلوی پیشبرد قوانین را بگیرد و در تلاش برای دستیابی به اجماع، در گفتگو و اصلاحات هماهنگ با مخالفان شرکت کند. دولت این پیشنهاد را رد کرد و لوایح پیشبرد اصلاحات برای اولین بار در روز بعد، در ۱۳ فوریه ۲۰۲۳ به تصویب رسید
همزمان با اصلاحاتی که اختیارات قوه قضاییه مدنی را محدود می‌کند، دولت اصلاحاتی را برای گسترش اختیارات دادگاه ربانی انجام می‌دهد و به آنها اجازه می‌دهد در صورت رضایت هر دو طرف به عنوان داور در امور مدنی با استفاده از قوانین دینی عمل کنند.